# 古田ひろこ
古田 ひろこ（ふるた ひろこ、1991年3月4日 - ）は日本のタレント。

## 人物
- 大阪府出身。
- 大阪府立茨田高等学校中退。
- 母親がブラジル人のハーフである。また母親も少し芸能活動をしている。
- 身長145cm。
- 俗に言う『いじられキャラ』素質である。

## 出演

### テレビ
- 土曜はダメよ!（2006年、朝日放送）靴好きダメットさんの娘として出演
- 家族善哉（2006年、毎日放送）

| スタブアイコン | サブスタブ | この項目は、まだ閲覧者の調べものの参照としては役立たない、人物に関連した書きかけの項目です。この項目を加筆・訂正などしてくださる協力者を求めています（P:人物伝/PJ:人物伝）。 |